# Porezen
Porezen – wieś w Słowenii, w gminie Tolmin. W 2018 roku liczyła 11 mieszkańców.